# Jan Szczepanik
Jan Szczepanik (ur. 13 czerwca 1872 w Rudnikach k. Mościsk, zm. 18 kwietnia 1926 w Tarnowie) – polski wynalazca, zwany „polskim Edisonem”, „austriackim Edisonem”, „Leonardem da Vinci z Galicji” i „galicyjskim geniuszem”. Opisany w dwóch artykułach przez Marka Twaina. Pomimo że w dziedzinie techniki był samoukiem, jest autorem ponad 50 wynalazków i kilkuset opatentowanych pomysłów technicznych z dziedziny fotografii barwnej, tkactwa czy telewizji.

## Życiorys
Nieślubny syn Marianny, córki rolników ze Zręcina k. Krosna (ur. 1841). Do 1875 r. wychowywany przez matkę, a po jej zamążpójściu za Ludwika Panka, wychowywał się u swoich wujostwa, Salomei i Wawrzyńca Gradowiczów w Krośnie. W mieście uczęszczał do pojezuickiej szkoły ludowej w latach 1878–1885. Towarzyszami dziecięcych zabaw byli późniejszy poeta i tłumacz Franciszek Pik zw. Mirandola, późniejszy geograf Eugeniusz Romer, przyszły generał Jan Romer oraz sędzia Jan Konstantynowicz. Następnie uczył się w Gimnazjum w Jaśle 1885–1888 i seminarium nauczycielskim w Krakowie. W gimnazjum jego kolegami byli późniejszy bankowiec Stanisław Szymański, prokurator Józef Kolbusz, sędzia Stanisław Sieradzki oraz księgarz i wydawca Kasper Wojnar, a w krakowskim seminarium Kazimierz Zimowski, autor podręczników do nauki historii. Maturę zdał 9 czerwca 1892 r. W latach 1887–1890 był nauczycielem wspomagającym w szkole powszechnej w Bączalu Dolnym koło Jasła, założonej w 1885. Do 1896 r. pracował jako nauczyciel w podkrośnieńskich wsiach – najpierw w Potoku, następnie w Korczynie i Lubatówce oraz w podkrakowskiej Luboczy.
Z Korczyny przeniósł się do Krakowa, gdzie zatrudnił się w leżącym na rogu ulic Floriańskiej i Św. Tomasza „Magazynie aparatów fotograficznych” Ludwika Kleinberga. Tam poznał technologię oraz konstrukcję ówczesnych aparatów oraz przyborów fotograficznych. Kleinberg zajął się później finansowaniem pomysłów swojego pracownika i założył w Wiedniu w 1898 roku towarzystwo zajmujące się wdrażaniem wynalazków Szczepanika pod nazwą „Societe des Inventions Jan Szczepanik et Cie”, które uruchomiło zakład produkujący karty perforowane do unowocześnionych przez wynalazcę maszyn żakardowych. Wynalazca posiadał swoje pracownie m.in. w Wiedniu, Berlinie i w Dreźnie.
W 1900 w prasie donoszono o Szczepaniku, określając go mianem najsłynniejszego rekruta armii austro-węgierskiej, jako że po wystąpieniu z zawodu nauczycielskiego został zobowiązany do odbycia trzyletniej służby wojskowej i mimo starań jej uniknięcia na początku października 1900 wstąpił do 45 pułku piechoty w Sanoku. W latach 1900–1902 odbywał służbę wojskową w Przemyślu, gdzie poznał swoją żonę Wandę z Dzikowskich, córkę lekarza powiatowego Zygmunta.
Od 1902 Szczepanik był związany z Tarnowem. W dniu 8 listopada 1902 r. w tarnowskiej bazylice katedralnej poślubił Marię Hiacyntę Wandę Dzikowską. W latach 1902–1906 małżonkowie przebywali głównie w Wiedniu. Od 1906 r. zamieszkali na stałe w Tarnowie. Miał pięcioro dzieci: Andrzeja (1904–1907), Zbigniewa (1906–1969), Bogdana (1908–1978), Bogusława (1912–1942) i Marię zamężną Zboińską (1914–2005). Jego wnukiem jest Jerzy Szczepanik-Dzikowski, znany architekt. Jan Szczepanik zmarł 18 kwietnia 1926 r. w Tarnowie. Został pochowany na Starym Cmentarzu w grobowcu rodziny Dzikowskich.

## Wynalazki

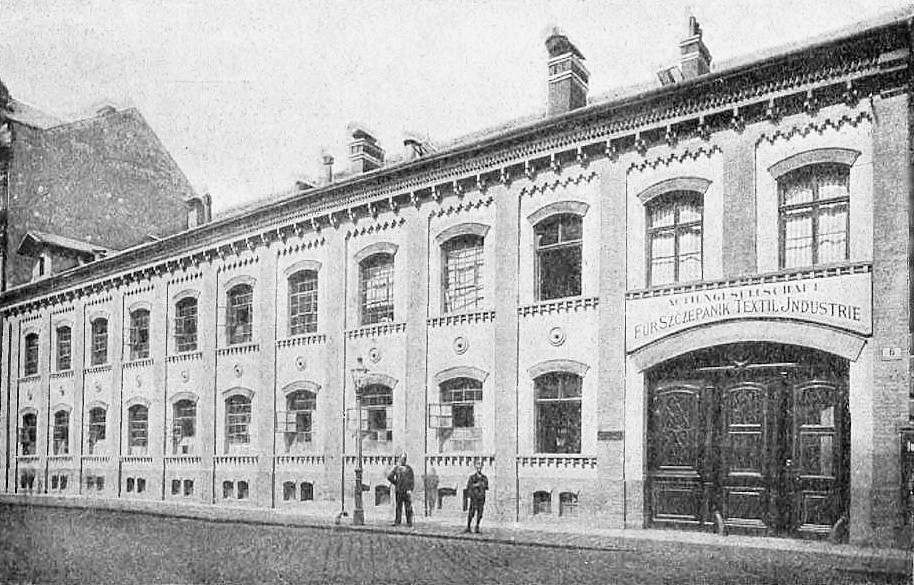
Budynek w Wiedniu mieszczący pracownię Jana Szczepanika

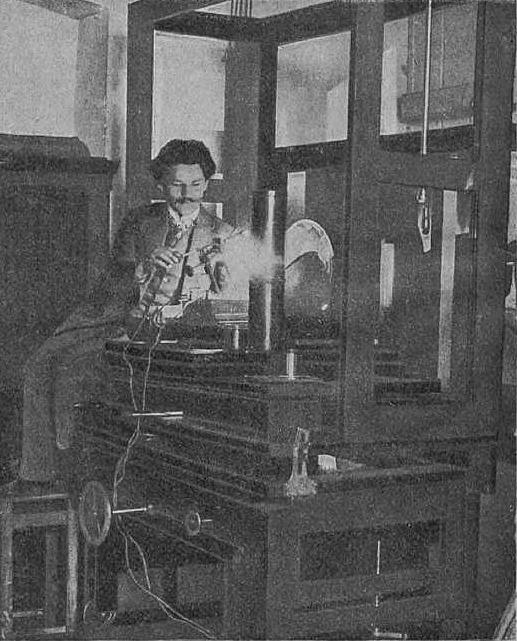
Jan Szczepanik w swojej pracowni (przed 1901)

Szczepanik był autorem wielu wynalazków z dziedziny barwnego tkactwa, techniki filmowej oraz fotograficznej. Pierwsze wynalazki jakie opracował przeznaczone były dla przemysłu włókienniczego. Już podczas pobytu w Korczynie odwiedzał miejscowe warsztaty tkackie zastanawiając się nad udoskonaleniem sposobu produkcji tkanin. Zamierzał unowocześnić stosowane wówczas metody chałupnicze co w okresie późniejszym zaowocowało wynalazkami na tym polu. Szczególnie zainteresował się technologią barwnego tkactwa, które w owym czasie ze względu na stopień skomplikowania wykonywane były przez sterowane kartami perforowanymi maszyny żakardowe wynalezione przez Josepha Marie Jacquarda. Zarówno karty perforowane zwane wówczas patronami, które sterowały tymi maszynami, jak i praca na nich była wykonywana ręcznie. W 1896 roku Szczepanikowi udało się opracować tańszą od ówcześnie stosowanych fotoelektryczną metodą tkania wzorzystego. Jego innowacje polegały na zastosowaniu metod fotograficznych w przygotowaniu kart, automatyczne wykonywanie na nich perforacji, zamontowanie automatycznego systemu odczytującego je oraz zastosowanie elektryczności w sterowaniu urządzeniem. Wszystkie wynalazki tkackie Szczepanika opatentowano w Niemczech, Austrii, Anglii oraz Stanach Zjednoczonych, gdzie spotkały się z wielkim zainteresowaniem przemysłowców ponieważ znacznie skracały i upraszczały proces produkcji tkanin oraz obniżały ich koszt. Jan Szczepanik wynalazł również:
- telektroskop – urządzenie do przesyłania na odległość ruchomego obrazu kolorowego wraz z dźwiękiem, protoplastę dzisiejszej telewizji[5],
- system barwnego tkactwa – wynaleziono w 1896 roku. Jest to elektryczna metoda fotograficznego kopiowania wzorów podczas produkcji tkanin. System ten stosowany był od 1898 roku przez austriacki oraz niemiecki przemysł włókienniczy,
- system barwnego filmu – opracowany przez wynalazcę w 1899 roku system małoobrazkowej, barwnej kliszy filmowej, na którą w 1900 Szczepanik uzyskuje brytyjski patent[6]. Do odwzorowania kolorów wynalazca użył w niej czarno-białego filmu oraz filtrów w trzech kolorach: czerwonym, zielonym oraz niebieskim. W 1915 roku opracowuje kamerę filmową do filmu barwnego, a później także projektor[6]. Film został dopracowany w latach 1918–1925 i był wysoko ceniony za bliskie realizmowi oddawanie kolorów. Innowację Szczepanika na tym polu wyparł dopiero amerykański Technicolor[5],
- system kolorowej fotografii oraz światłoczuły papier barwny[5] – metoda ta została wykorzystana później przez przedsiębiorstwa Kodak (1928) oraz Agfa (1932)[4],
- telefot – udoskonalone urządzenie do przenoszenia obrazu na odległość przedstawione na Wystawie światowej w Paryżu w 1900 roku[11],
- fotometr – urządzenie do pomiaru jasności[4],
- kamizelka kuloodporna – projekt własnej kamizelki kuloodpornej z roku 1901[12][4] (opatentował ją niemal w tym samym czasie inny Polak – Kazimierz Żegleń), wykonany z jedwabnej tkaniny z cienkimi blachami stalowymi. Wynalazek ten przyniósł Szczepanikowi sławę, ponieważ obronił przed śmiercią w zamachu króla hiszpańskiego Alfonsa XIII, który w dowód wdzięczności udekorował Szczepanika wysokim odznaczeniem państwowym – Orderem Izabeli Katolickiej w 1902[13]. Podobnie zamierzał uczynić Mikołaj II, jednakże Szczepanik z pobudek patriotycznych odmówił przyjęcia orderu; zatem zamiast orderu car obdarował go złotym zegarkiem wysadzanym brylantami.
- fotosculptor – przyrząd służący do kopiowania rzeźb metodą fotograficzną[4][5],
- caloridul – wynaleziony w 1901 roku[4] samoczynny regulator ciągu kominowego w paleniskach kotłowych dający duże oszczędności węgla[6]. Opatentowany w Niemczech oraz Anglii,
- film dźwiękowy,
- silnik elektryczno-chemiczny[5].

## Kamizelka kuloodporna

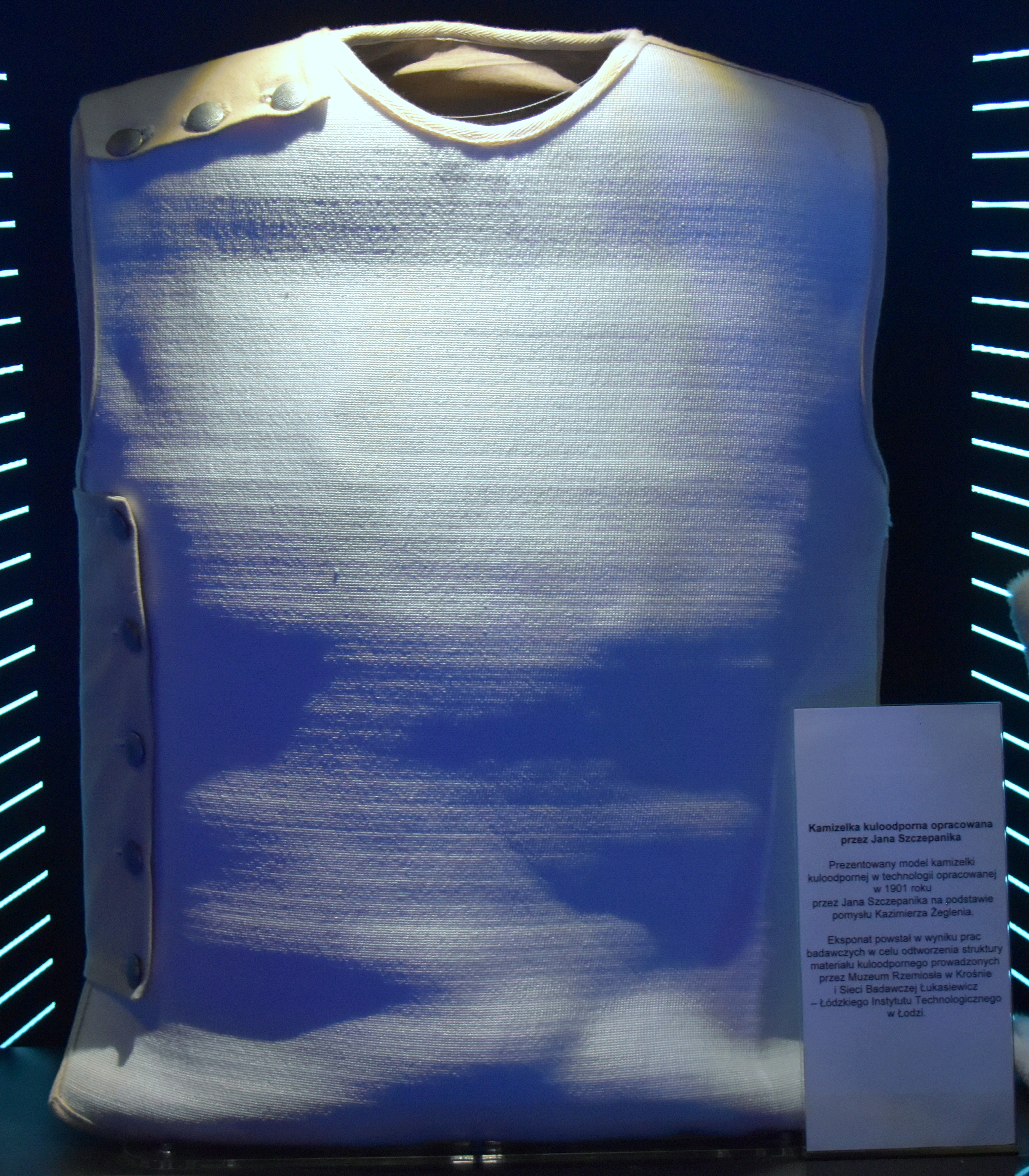
Odtworzona kamizelka według wzoru z 1901

Zarówno Jan Szczepanik, jak i Kazimierz Żegleń uważali się za jedynego wynalazcę kamizelki kuloodpornej. Kazimierz Żegleń jako pierwszy uzyskał patent (1896 r. i 1897 r.) oraz dokonywał publicznych demonstracji skuteczności kamizelki na kilka lat przed Szczepanikiem (pierwsze publiczne pokazy swojej kuloodpornej tkaniny Kazimierz Żegleń przeprowadził z udziałem policji chicagowskiej 16 marca 1897 roku). 7 maja 1897 roku Kazimierz Żegleń zlecił firmie Szczepanika opracowanie technologii tkania maszynowego kamizelki kuloodpornej. Szczepanik znacząco ulepszył konstrukcje jedwabnej tkaniny kuloodpornej dzięki technice tkania wypukłych dywanów oraz dzięki swoim maszynom tkackim uzyskał materiał wyższej jakości niż Żegleń, który tkał materiał ręcznie.

## Upamiętnienie
- Jan Szczepanik jest patronem szkół w Łodzi[15], Krośnie[16] i Tarnowie[17] oraz ulic w Tarnowie, Krośnie, Warszawie i Korczynie.
- Od 2003 r. w Tarnowie działa Fundacja im. Jana Szczepanika[18], której głównym celem jest popularyzacja postaci patrona. Od 2010 r. wydaje publikacje z serii Biblioteka Fundacji im. Jana Szczepanika.
- W Tarnowie znajdują się pomniki wynalazcy, autorstwa Michała Poręby: jeden na placu obok szkoły, której jest patronem, drugi na grobowcu na Starym Cmentarzu.
- W 2013 r. BM Production z Krakowa nakręciło film dokumentalny Galicyjski Geniusz[19].
- 24 listopada 1975 w Warszawie jednej z ulic na terenie obecnej dzielnicy Targówek zostało nadanie imię Jana Szczepanika[20].
- 17 czerwca 2012 otwarto wystawę „Jan Szczepanik – polski Edison” w Narodowym Muzeum Techniki w Warszawie[21][22].
- W 2011 r. Poczta Polska wydała znaczek pocztowy z Janem Szczepanikiem oraz modelem kamery filmowej[23].
- Telewizja Polska wyprodukowała serial dokumentalny Geniusze i marzyciele – Szczepanik był bohaterem szóstego odcinka.

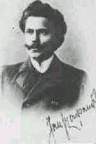
Zdjęcie Jana Szczepanika z jego autografem
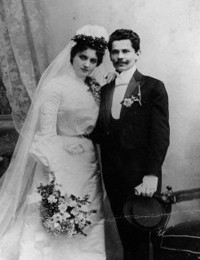
Jan Szczepanik z żoną
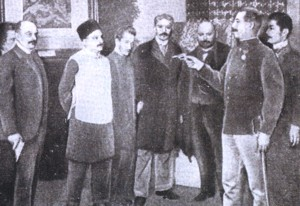
Prezentacja kamizelki kuloodpornej
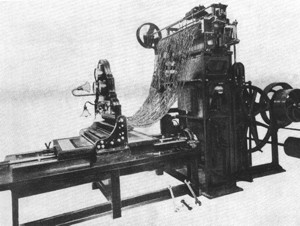
Maszyna tkacka opatentowana przez Jana Szczepanika
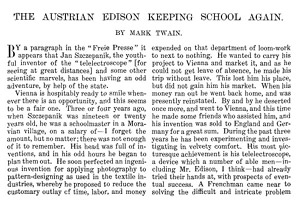
Artykuł M. Twaina o Szczepaniku
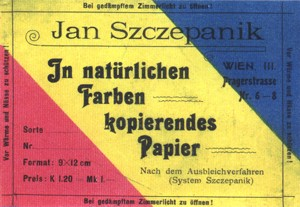
Opakowanie kolorowego papieru fotograficznego
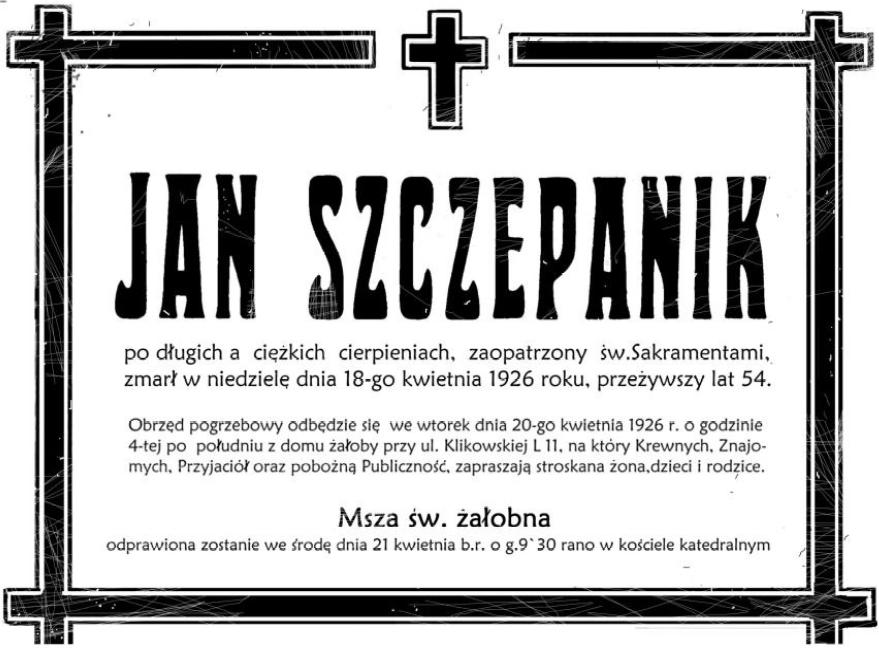
Nekrolog Jana Szczepanika
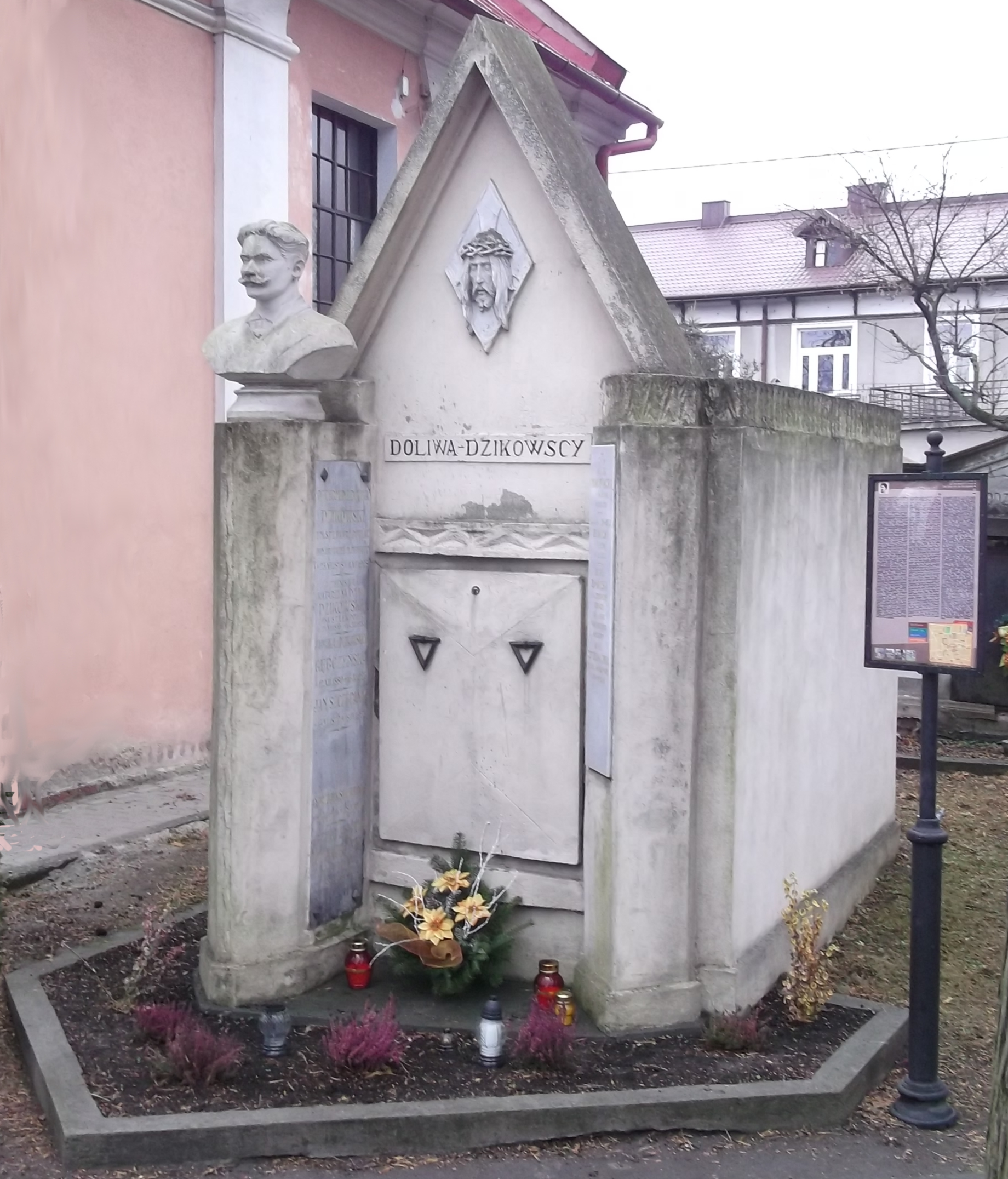
Grób Jana Szczepanika na Starym Cmentarzu w Tarnowie
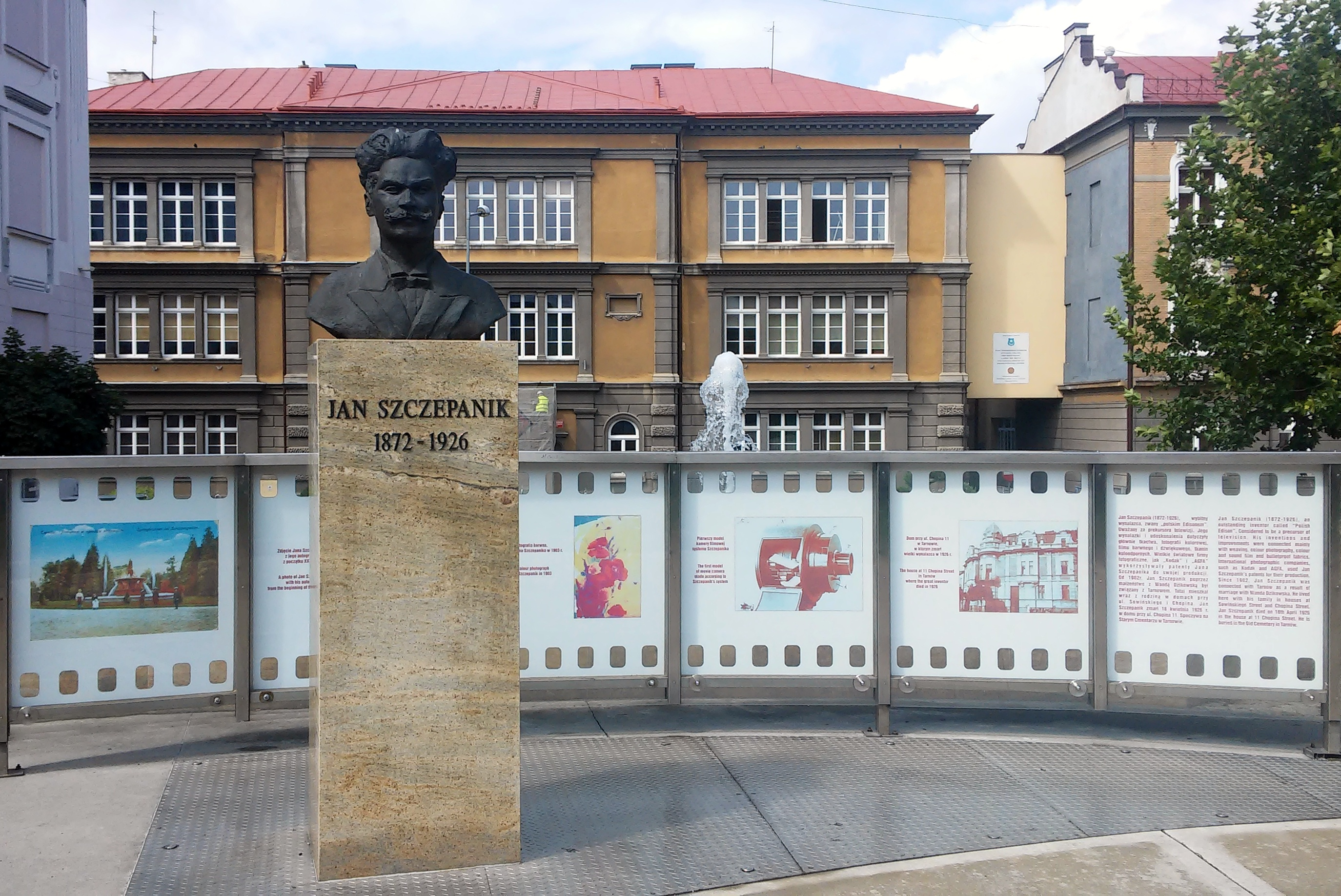
Pomnik Jana Szczepanika w Tarnowie
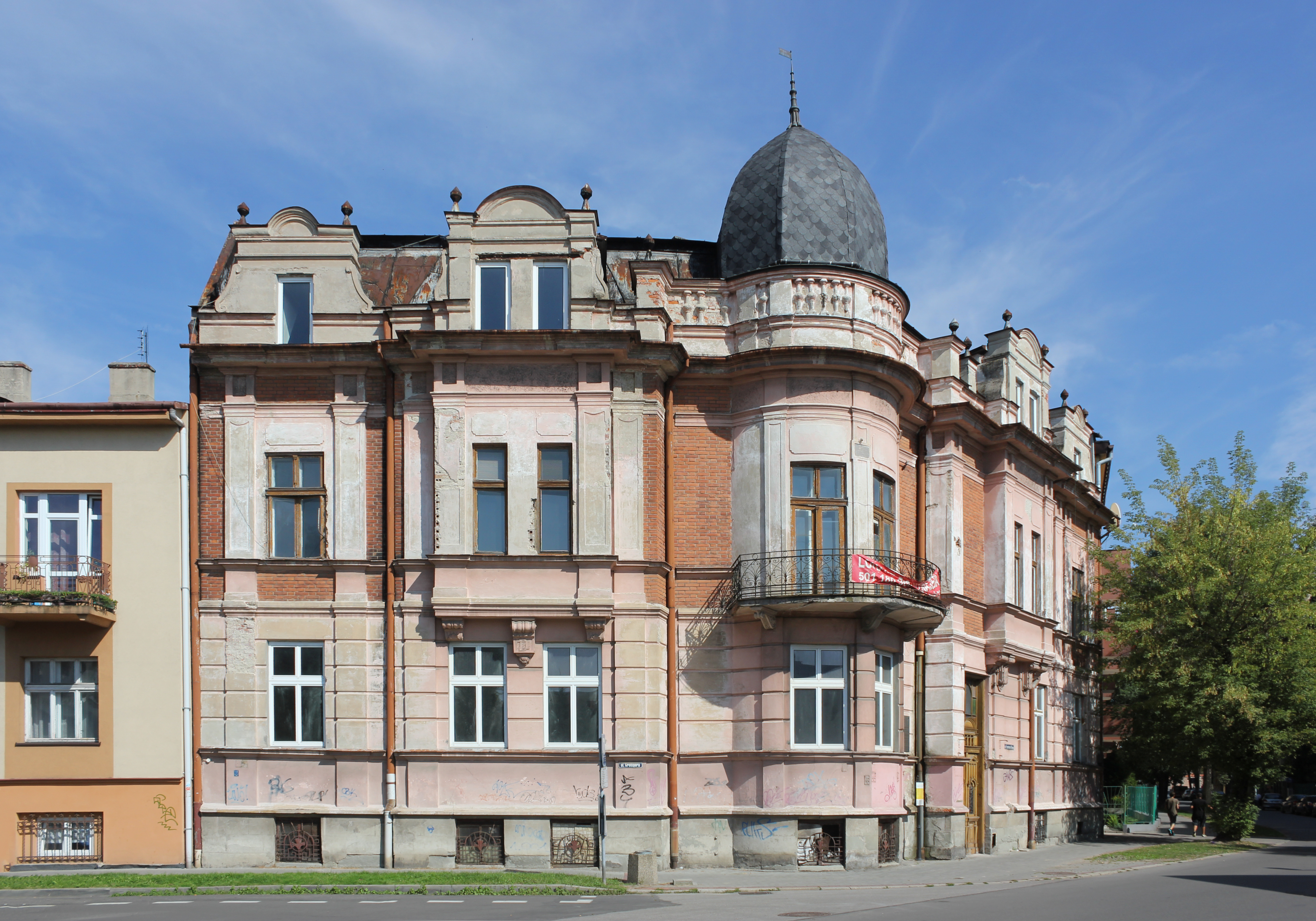
Dom rodzinny Jana Szczepanika w Tarnowie
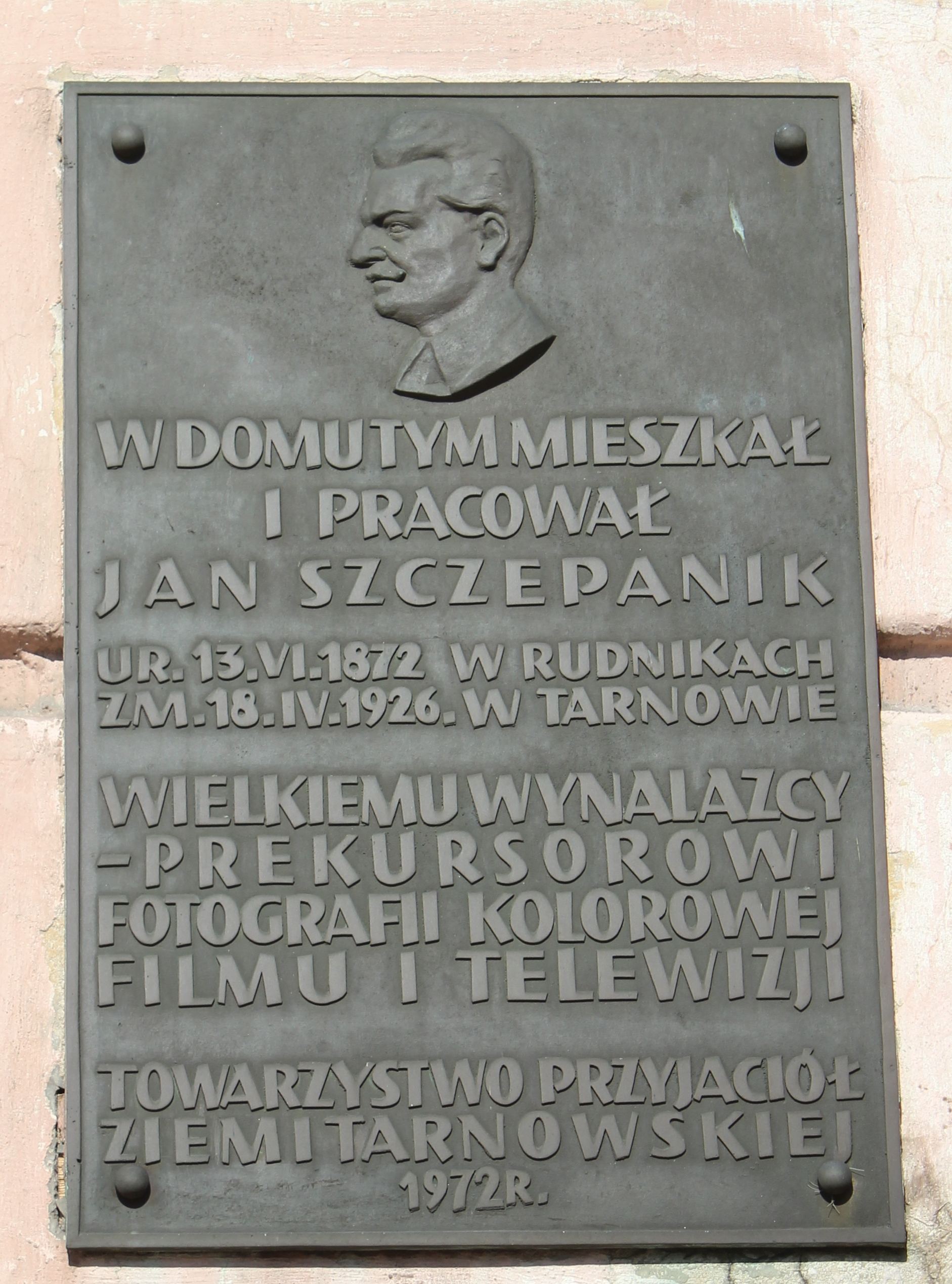
Tablica pamiątkowa w Tarnowie
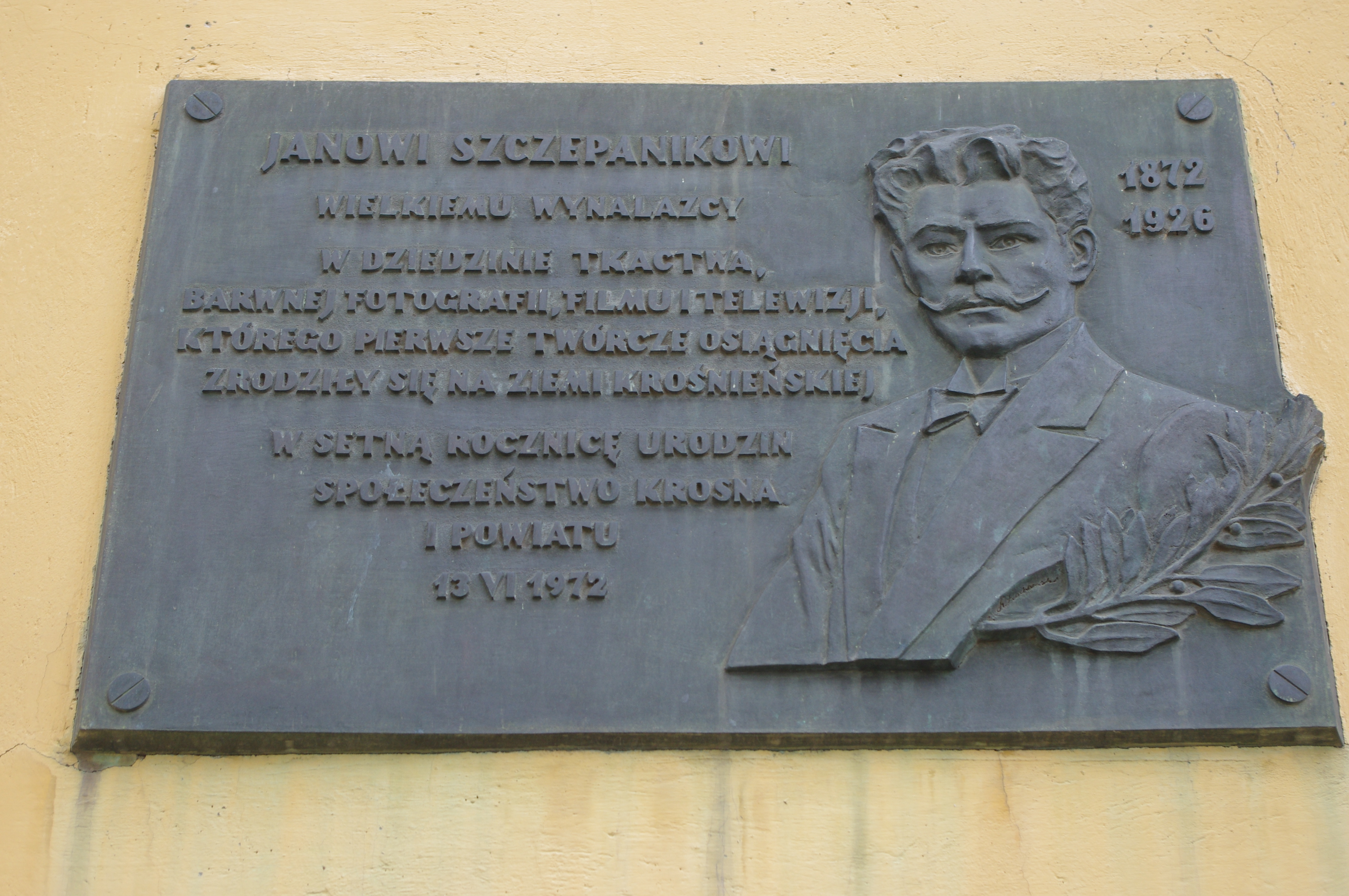
Tablica pamiątkowa w Krośnie